# Pic de la Lleia
El Pic de la Lleia és una muntanya de 2.776 metres que es troba entre els municipis de Lladorre, a la comarca del Pallars Sobirà i l'Arieja a França.